# Grammostola porteri
Grammostola porteri es una especie de araña migalomorfa de la familia de los terafósidos.

## Distribución
Esta especie es endémica de Chile.

## Descripción
Es de color gris con reflejos rosados cuando se encuentra bajo la luz del sol. Los ejemplares adultos pueden llegar a medir 20 centímetros con las patas extendidas.

## Manejo en cautividad
Se trata de una especie muy dócil, que se maneja con facilidad en cautiverio. Prefieren permanecer en sus madrigueras, aunque a veces pueden salir de ellas y desplazarse por las paredes de los terrarios.
Se aconseja evitar los terrarios con rejillas ya que por la constitución de sus patas pueden quedar fácilmente atrapadas.

## Publicación original
- Mello-Leitão, 1936: Estudio de los arácnidos de Papudo y Constitución (Chile), coleccionado por el prof. Dr. Carlos E. Porter. Revista Chilena de Historia Natural, vol. 40, pp. 112-129.

- Datos: Q1310963
- Multimedia: Grammostola porteri / Q1310963